# Costantino Costa
Costantino Costa (Torino, 1889 – Milano, ...) è stato un ciclista su strada italiano.

## Palmarès
- 1912 (individuale, una vittoria)

Giro del Piemonte

## Piazzamenti

### Grandi giri
- Giro d'Italia

1919: 12º
1920: ritirato
- Tour de France

1921: ritirato (5ª tappa)

### Classiche monumento
- Milano-Sanremo

1917: 12º
1918: 5º
1921: 34º
- Giro di Lombardia

1916: 6º